# Xã Sandusky, Quận Sandusky, Ohio
Xã Sandusky (tiếng Anh: Sandusky Township) là một xã thuộc quận Sandusky, tiểu bang Ohio, Hoa Kỳ. Năm 2010, dân số của xã này là 3.619 người.